# Pergalumna amamiensis
Pergalumna amamiensis är en kvalsterart som beskrevs av Aoki 1984. Pergalumna amamiensis ingår i släktet Pergalumna och familjen Galumnidae. Inga underarter finns listade i Catalogue of Life.